# Nicolás Previtali
Martín Nicolás Previtali (Ramos Mejía, 7 luglio 1995) è un calciatore argentino, centrocampista dell'Atlanta.

## Carriera
Cresciuto nel settore giovanile dell’Atlanta, Nicolás Previtali debutta in prima squadra nel 2016. Centrocampista fisico e duttile, diventa presto un punto fermo della formazione argentina, con cui disputa 105 partite e segna 2 reti fino al 2021, militando prevalentemente nella Primera Nacional.
Nel 2021 si trasferisce in Ecuador all’Independiente del Valle, dove gioca per due stagioni nella massima divisione ecuadoriana, collezionando 46 presenze e 2 gol, e partecipando a competizioni internazionali.
Nel 2023 passa in prestito al Montevideo City Torque in Uruguay, dove scende in campo 4 volte. Terminata l’esperienza all’estero, fa ritorno all’Atlanta nel 2024, tornando titolare a centrocampo e totalizzando 27 presenze con 2 reti nella stagione successiva.

## Palmarès

### Club

#### Competizioni nazionali
- Campionato ecuadoriano: 1

Independiente del Valle: 2021
- Copa Ecuador: 1

Independiente del Valle: 2022
- Supercoppa ecuadoriana: 1

Independiente del Valle: 2023

#### Competizioni internazionali
- Coppa Sudamericana: 1

Independiente del Valle: 2022
- Recopa Sudamericana: 1

Independiente del Valle: 2023